# Arturo Rawson
Arturo Franklin Rawson (Santiago del Estero, 4 de juny de 1885 - Buenos Aires, 8 d'octubre de 1952) va ser un militar argentí que va exercir com a president de facto després de desallotjar per les armes el 4 de juny de 1943 el president constitucional Ramón S. Castillo. Així, va inaugurar també el període de dictadura militar coneguda com a Revolució del 43. Va ser el segon dels anomenats presidents de facto de l'Argentina. Va governar durant tres dies, des del 4 al 7 de juny de 1943. No figura en la llista oficial de presidents, perquè no va arribar a prestar el jurament de rigor. Va ser immediatament reemplaçat per Pedro Pablo Ramírez.

## Biografia

### Carrera militar
Fill del coronel de l'Exèrcit Franklin de la Esperanza Rawson Guiñazú i de Juana Mercedes Corbalán, Arturo va ingressar l'any 1903 al Col·legi Militar de la Nació. Allà es va especialitzar com a oficial de cavalleria. Va diplomar-se com a sotstinent del CMN el 1905, del qual després en va ser professor. El 1916 va contreure matrimoni amb Delia Sixta Borda Argüello (1895-1983), amb qui va tenir set fills. En la dècada de 1920 va participar en campanyes militars contra els indis chaqueños com a oficial de cavalleria.

### Carrera política
El paper de comandant el va portar inesperadament a l'escena política ja que els militars temien un nou frau electoral a favor de Robustiano Patrón Costas, cosa que significaria una perpetuació del Govern del règim conservador, el principal motor del qual era el general Agustín Pedro Justo.

### Cop de 1943
Aquest fet sumat als altres va portar a la formació del Grup d'Oficials Units (GOU), una organització secreta de la qual Rawson no en formava part. El 4 de juny de 1943, el general de divisió Pedro Pablo Ramírez, pertanyent al GOU, li va comunicar al president Castell que seria reemplaçat per Arturo Rawson.
El 7 de juny de 1943 li comuniquen que no comptava amb suport de l'exèrcit raó per la qual va haver de renunciar. La renúncia va ser presentada al general Ramírez, gest amb què Rawson reconeixia la veritable prefectura del moviment.
Rawson va acceptar el càrrec d'ambaixador argentí davant el Brasil, càrrec al qual va renunciar al cap de poc temps en virtut al desacord amb els projectes del govern.

### Decés
El 8 d'octubre del 1952 a l'edat de 67 anys va morir a causa d'una aturada cardíaca. Les seves restes descansen al Cementiri de la Recoleta, a la ciutat de Buenos Aires.